# Dichromia quadralis
Dichromia quadralis är en fjärilsart som beskrevs av Walker 1858. Dichromia quadralis ingår i släktet Dichromia och familjen nattflyn. Inga underarter finns listade i Catalogue of Life.